# C/2016 Q4 (Kowalski)
C/2016 Q4 (Kowalski) — одна з короткоперіодичних комет типу Хірона. Відкрита 30 серпня 2016 року; була 18.7m на час відкриття.